# Шомберская теплоэлектростанция
Шомберкская теплоэлектростанция (пол. Elektrociepłownia Szombierki, нем. Kraftwerk Oberschlesien, ранее электростанция Бобрек) — теплоэлектростанция, расположенная в районе Бытом, Польша. Площадь исторического комплекса составляет приблизительно 17,88 га. Станция внесена в реестр недвижимых памятников Силезского воеводства. Вместе с ТЭЦ Меховице образуют комбинированный теплоэлектростанционный комплекс «Бытом». С 2016 года владельцем объекта является компания Rezonator S.A., базирующаяся в Гливицах.
В 1995–1998 годах Шомберкская ТЭЦ постепенно прекратила производство электроэнергии. Впоследствии здание стало резервным источником системы отопления города. Окончательная остановка производства на заводе произошла в октябре 2011 года. Некоторые части комплекса открыты для небольших экскурсий.

## История
Строительство Шомберкской теплоэлектростанции началось после окончания Первой мировой войны. Изначально завод планировался как предприятие по производству пороха, что можно заметить по прочной и мощной конструкции, типичной для военных зданий. Однако из-за спроса на использование угольных отходов на шахтах Бобрек (пол. Bobrek) и Шомберка (пол. Szombierki), предприятие было адаптировано для нужд электростанции. Инвестором выступила немецкая компания Schaffgotsch Bergwerksgesellschaft GmbH. Для обороны электростанции предполагалось использовать бронепоезда, которые должны были препятствовать захвату стратегического объекта. Весь строительный комплекс спроектировали архитекторы Георг и Эмиль Цильманы.

Завод открылся 29 ноября 1920 года. Первыми были запущены четыре котла Babcock и турбогенератор WUMAG мощностью 12,8 МВт. В последующие годы введены в эксплуатацию 19 котлов Steinmiller, Babcock-Wilcox и Babcock, а также четыре турбинные установки WUMAG и GMA WUMAG. В 1925 году на башне электростанции установили четырёхсторонние часы Siemens und Halske. В лучший период своей истории, около 1930 года, на заводе работало более 900 человек. Тогда это была одна из крупнейших электростанций в Европе. В 1937 году построили самую высокую из трёх дымовых труб высотой 120 метров, а в 1939—1944 годах завод достиг максимальной мощности в 100 МВт.
Шомберкская теплоэлектростанция была одним из первых предприятий, возобновивших работу после вступления Красной армии в Бытом в 1945 году. В том же году часть оборудования была демонтирована и вывезена вглубь СССР, включая три котла, одну турбинную установку и два трансформатора. 15 мая 1945 года завод передан польским властям. На нём остались четыре турбинные установки и 20 котлов, что позволило достичь мощности 70 МВт. В 1947—1948 годах установили три котла La Mont и два турбогенератора Skoda-35 MW и I Brneńska. Благодаря этому в 1955 году мощность достигла 108 МВт. Шомберкская ТЭЦ тогда вновь была одной из крупнейших электростанций в стране.
В 1970-е годы завод преобразовали из конденсационной электростанции в ТЭЦ. В связи с этим были расширены системы теплоснабжения, в частности введены в эксплуатацию: теплообменники, «северный» и «южный» магистральные трубопроводы. В 1974 году запущен водогрейный котёл WR-25, а мощность системы теплообмена увеличилась до 106 МВт (в итоге — 158 МВт).
В 1993 году основана компания ZEC Bytom S.A. и завершено строительство магистрали Шомберкская ТЭЦ — ТЭЦ Меховице, соединившей обе установки теплопроводами. В 1995—1998 годах Шомберкская ТЭЦ прекратила производство электроэнергии. Позже здание использовалось как резервный источник системы отопления города. Окончательная остановка производства произошла в октябре 2011 года.

## Современность и будущее
После 1998 года Шомберкская ТЭЦ производила тепло летом, в пиковые периоды и в аварийных случаях при ремонтах на ТЭЦ Меховице. В этот период на станции работали два котла: WR-25 и OR-32, одна турбинная установка мощностью 8,8 МВт и один отопительный котёл мощностью 29 МВт. Впоследствии компания ZEC Bytom S.A. полностью остановила энергоснабжение со станции. Благодаря планам компании по преобразованию объекта, ТЭЦ стала местом проведения культурных мероприятий. В главном зале предприятия прошли: Международная конференция современного танца, Гала-концерт произведений Моцарта, фестивали «Театромания» и «Фестиваль высокого искусства». За организацию мероприятий ZEC Bytom S.A. 22 ноября 2006 года получила награду «Искусство и бизнес» в категории малых и средних предприятий.
После прекращения производства возник вопрос о дальнейшем использовании комплекса. ZEC Bytom S.A. планировала преобразовать Шомберкскую ТЭЦ в динамичный культурный центр с торговыми залами, конгресс-холлом, выставочными помещениями и гостиницей среднего класса. С этой целью подписан меморандум с муниципалитетом Бытома о выделении средств на адаптацию объекта. В 2010 году станция включена в маршрут «Силезских промышленных памятников», а в 2011 году передана финскому консорциуму Fortum, что привело к закрытию завода и приостановке культурной деятельности.
В январе 2013 года Шомберкская ТЭЦ внесена в Реестр исторических памятников Силезского воеводства под номером A/398/13, а в 2016—2017 годах комплекс передан компании Rezonator S.A.